# Guillem d'Orange (1840-1879)
Willem Nicolaas Alexander Frederik Karel Hendrik de Orange-Nassau (La Haia, 4 de setembre de 1840 - París, 11 de juny de 1879) va ser fill de Guillem III dels Països Baixos i de Sofia de Württemberg.

## Biografia
El príncep Guillem era el fill primogènit del rei Guillem III dels Països Baixos i de la seva primera esposa la princesa Sofia de Württemberg. Familiarment l'anomenaven «Wiwill». Quan va néixer era el tercer en la successió al tron holandès i el 18è en la successió al tron britànic. Un mes més tard, el 7 d'octubre de 1840 el seu besavi, el rei Guillem I dels Països Baixos, va abdicar del tron holandès a causa del seu desacord amb l'establert en el Tractat de Londres de 1839, que reconeixia la independència de Bèlgica, que anteriorment pertanyia al regne dels Països Baixos. A part, Guillem I tenia la intenció de casar-se amb una noble catòlica, Henrietta d'Oultremont. El 1849, després de la mort del seu avi Guillem II dels Països Baixos i l'ascens al tron del seu pare, Guillem III, el Príncep Guillem es va convertir en príncep d'Orange, l'hereu aparent per continuar la dinastia d'Orange-Nassau.

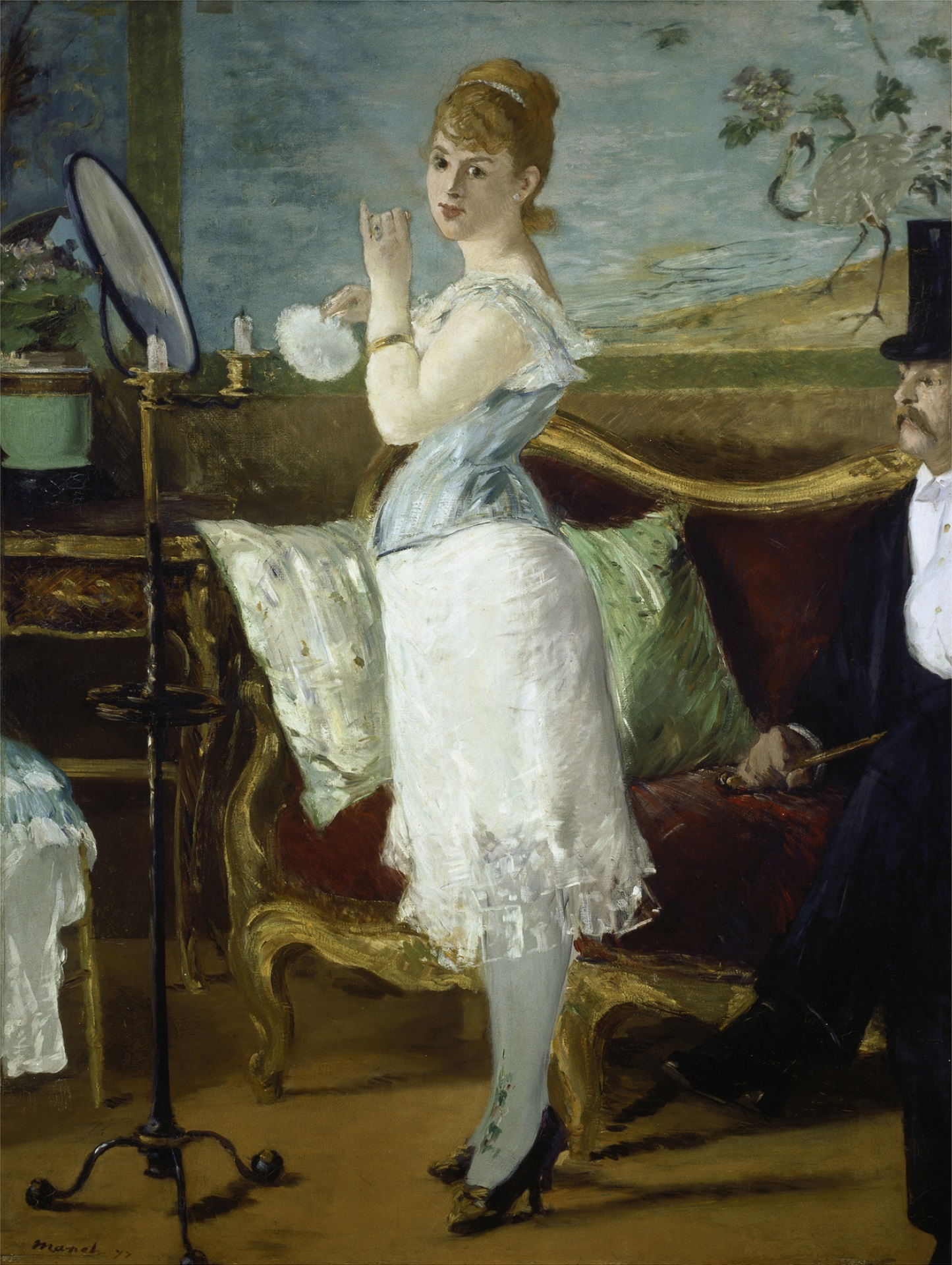
Henriette Hauser per Edouard Manet

Després d'un projecte fracassat de matrimoni entre el príncep Guillem i la princesa Alícia del Regne Unit, filla segona de la reina Victòria, el príncep es va enamorar d'una noble anomenada Mathilde van Limburg Stirum. La relació entre el príncep i els seus pares va ser molt problemàtica perquè es van negar a acceptar a Mathilde com la seva promesa. Per a la família reial neerlandesa, un matrimoni entre un membre de la família reial i un membre de la noblesa era desigual i inacceptable. Possiblement també va influir el fet que Guillem III hagués tingut un romanç amb la mare de Mathilde, i temés que aquesta fos germanastra del príncep Guillem. Desenganyat, Guillem se'n va anar a París, on es va submergir en una vida de sexe, alcohol i jocs d'atzar. Henriette Hauser, la seva amant parisenca, li va donar al príncep d'Orange el nom de «llimona», a causa del color groguenc de la seva pell, i els diaris parisencs van recollir el sobrenom i van anomenar Guillem el «Príncep Llimona» quan informaven sobre el seu estil de vida escandalós i decadent. Aquests excessos van provocar la mort del príncep Guillem als 38 anys en el seu apartament de la rue Auber, a prop de l'òpera de París, a causa d'una combinació de tifus, cirrosi i d'altres complicacions al fetge i un complet esgotament físic. El 26 de juny de 1879 el seu cos va ser enterrat a la cripta reial neerlandesa de l'Església nova de Delft.
Després de la mort de Guillem, el seu germà Alexandre es va convertir en el príncep d'Orange i hereu al tron holandès. Tanmateix, també va morir abans que el seu pare Guillem III, que va quedar sense hereus directes i va contreure segones noces amb Emma de Waldeck-Pyrmont. Els Estats Generals dels Països Baixos van convertir la seva germanastra Guillemina -filla del segon matrimoni de Guillem III- a l'hereva a la corona. Fins al 1884 la Llei Sàlica es va mantenir als Països Baixos. Guillemina va succeir a Guillem III el 1890.